# Никиткинский сельсовет
Никиткинский сельсовет — упразднённая административно-территориальная единица, существовавшая на территории Московской губернии и Московской области до 1954 года.
Никиткинский сельсовет был образован в первые годы советской власти. По данным 1923 года он входил в состав Лелечевской волости Егорьевского уезда Московской губернии.
По данным 1926 года сельсовет включал 1 населённый пункт — село Никиткино.
В 1929 году Никиткинский с/с был отнесён к Егорьевскому району Орехово-Зуевского округа Московской области.
14 июня 1954 года Никиткинский с/с был упразднён. При этом его территория была передана в Бобковский с/с.